# Санкт-Гільген
Санкт-Гільген —  містечко та громада в австрійській землі Зальцбург. Містечко належить округу Зальцбург-Умгебунг.

## Галерея

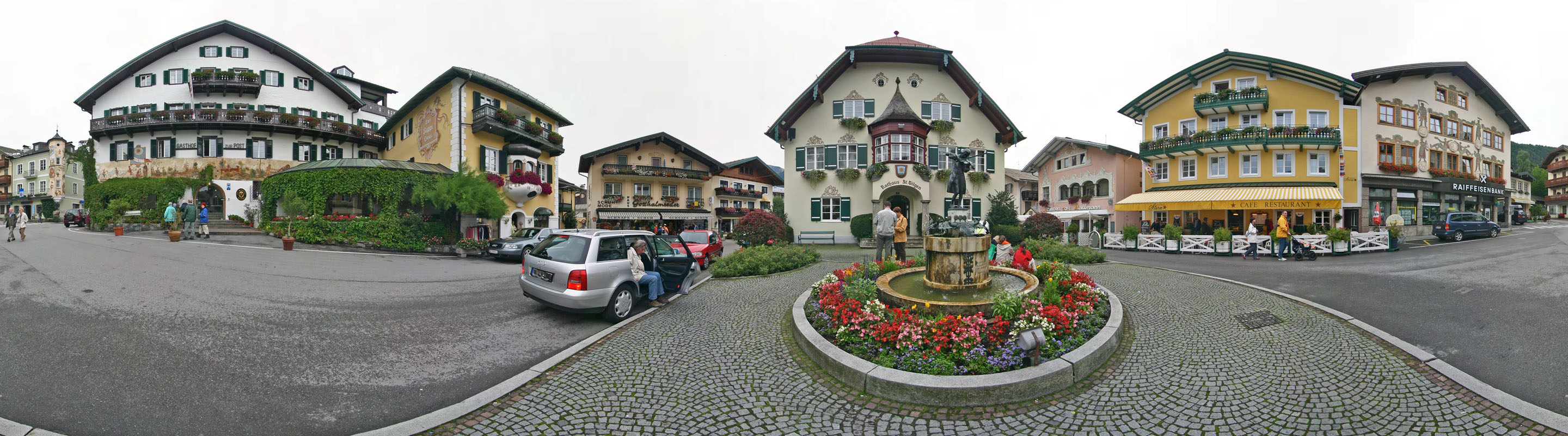
360°-панорама площі Моцарта

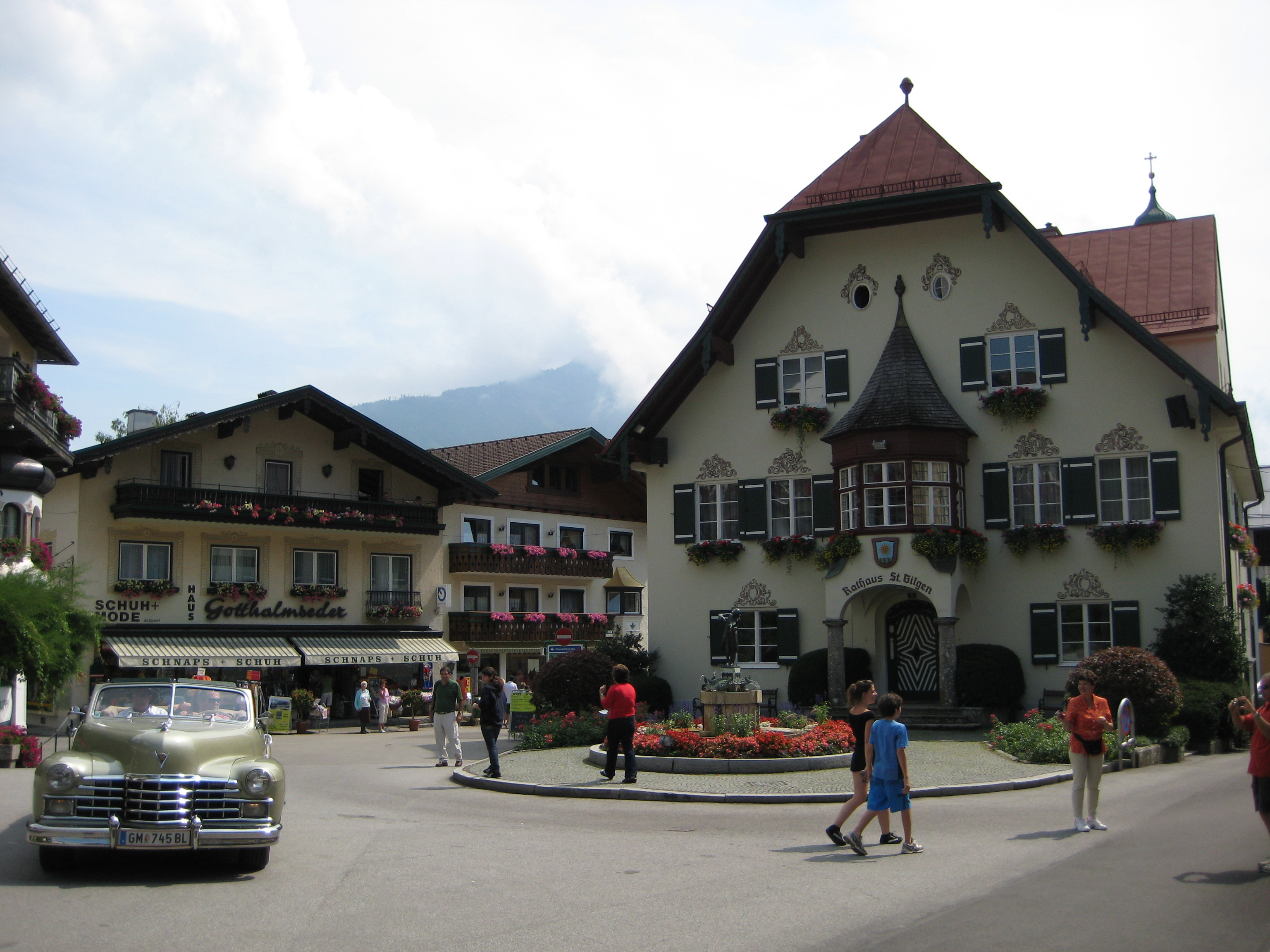
Ратуша і ринок
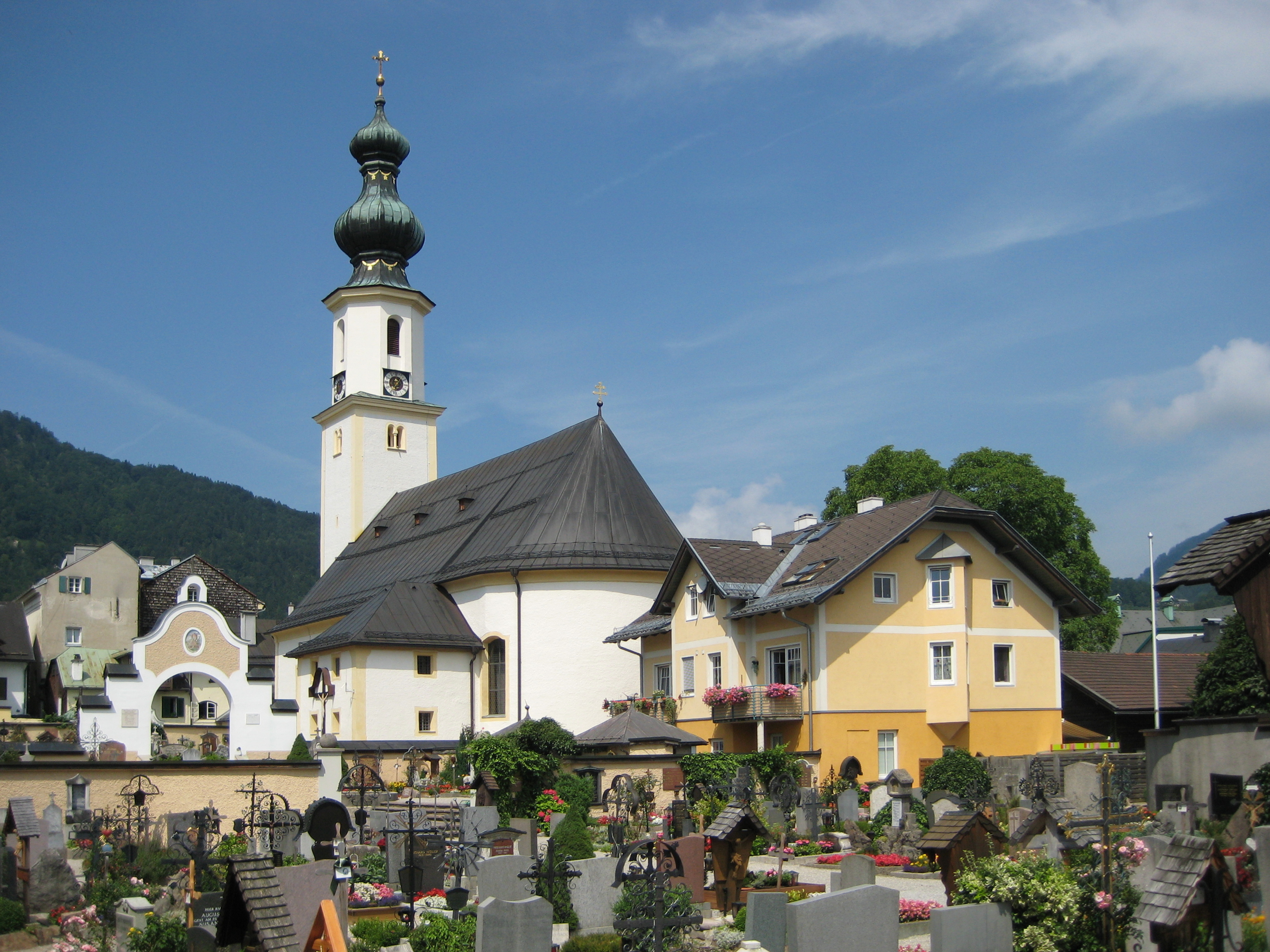
Kirche und Friedhof
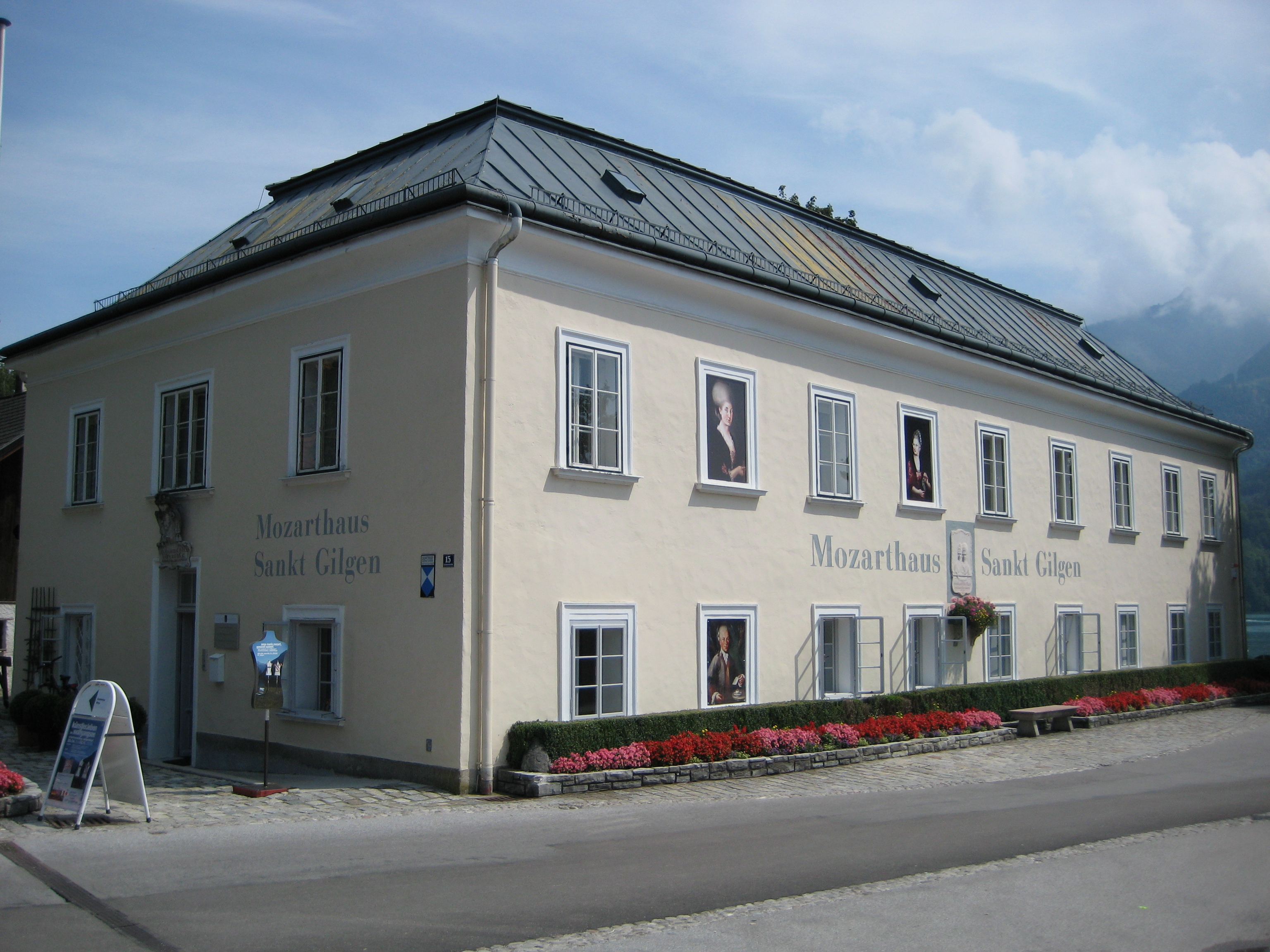
Mozarthaus
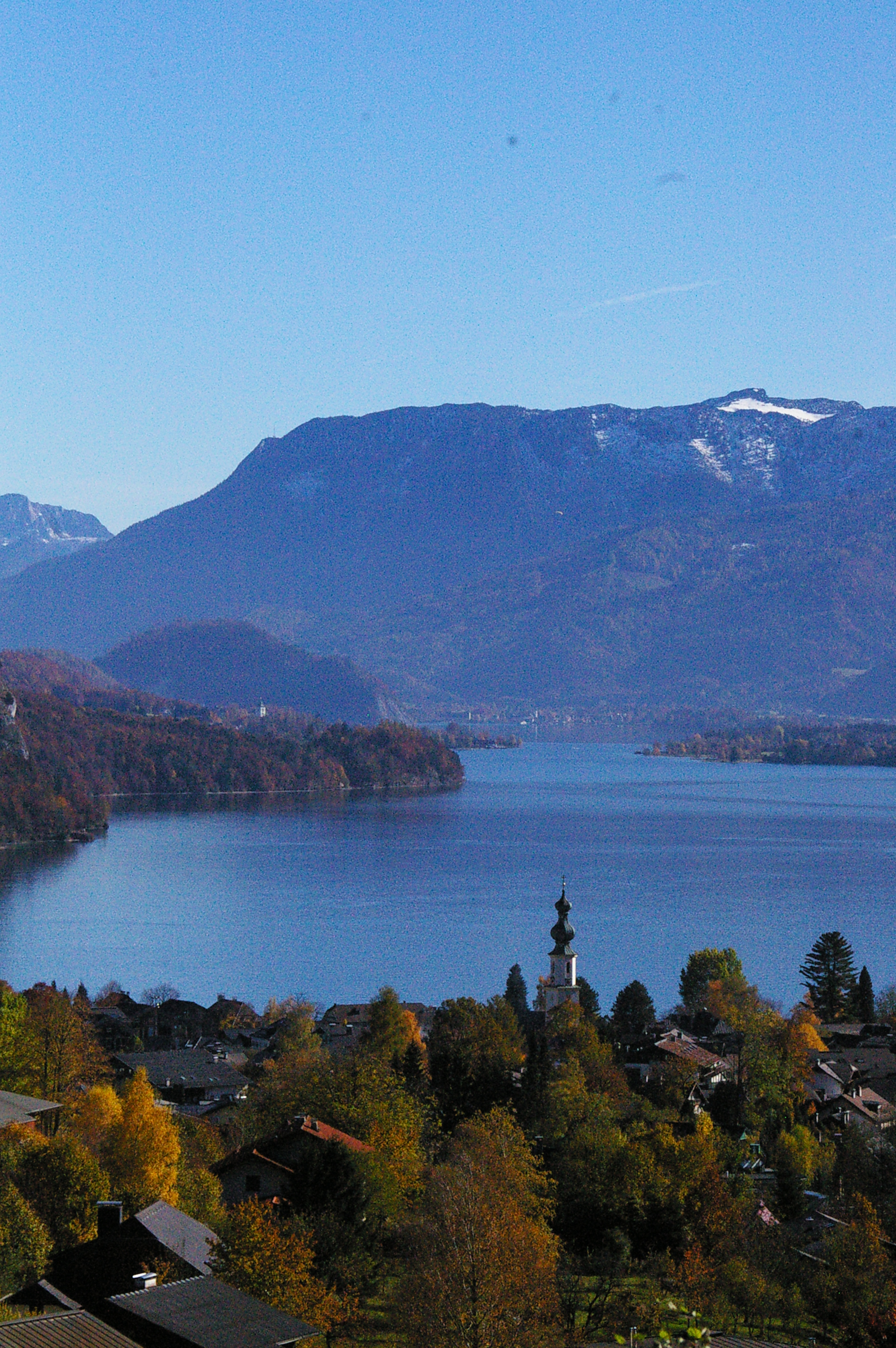